# Teraz ja
Teraz ja – polski film obyczajowy z 2005 roku w reżyserii Anny Jadowskiej.

## Opis fabuły
Pewnego dnia Hanka wychodzi do sklepu i już nie wraca. Wsiada do autobusu z wycieczką szkolną. Jej partner Paweł zaczyna jej szukać. Jest to film o podróżowaniu, uciekaniu i niemożności znalezienia miejsca na ziemi.

## Obsada
- Agnieszka Warchulska − Hanka
- Maciej Marczewski − Paweł
- Ewa Szykulska − kobieta w samochodzie
- Paweł Królikowski − Mirek
- Sylwester Jakimow − Marek
- Grzegorz Stosz − policjant
- Mirosław Haniszewski − kolega Pawła

## Plenery
Zdjęcia kręcono w następujących lokacjach: Łódź (okolice Biblioteki Pedagogicznej przy ul. Wólczańskiej 202, Ośrodek Wypoczynkowo-Hotelowy "Prząśniczka" przy ul. Studenckiej 20/24), okolice Łodzi, Sulejów, Smardzewice, Tomaszów Mazowiecki (Groty Nagórzyckie).

## Nagrody
- 30. Festiwal Polskich Filmów Fabularnych w Gdyni 2005:
  - nagroda za debiut reżyserski - Anna Jadowska
- Regionalne Targi Filmowe CentEast - Warsaw Screenings 2005:
  - Nagroda Prezesa Zarządu Telewizji Polskiej dla reżysera najlepszego filmu polskiego - Anna Jadowska